# Острова Понтремоли
Острова́ Понтремо́ли — группа из двух островов в архипелаге Земля Франца-Иосифа, Приморский район Архангельской области России.

## Расположение
Острова расположены в северной части архипелага в километре от мыса Бреггера — самой западной точки острова Карла-Александра. К северу, на расстоянии около 5 километров, расположена другая группа островов — острова Чичагова.

## Описание
Западный остров, больший по размеру, имеет около 700 метров в длину, восточный имеет круглую форму диаметром около 300 метров. Существенных возвышенностей нет, острова свободны ото льда, по всей территории редкие каменистые россыпи.
Названы в память об итальянском физике Альдо Понтремоли, погибшем во время экспедиции Умберто Нобиле к Северному полюсу в 1928.